# Raimondo Doria
Raimondo Doria, marchese di San Colombano (Corsica, 1780 circa – Vienna, 1836), è stato un nobile italiano.
Ufficiale piemontese e gran maestro della Carboneria spagnola, nel 1830 denunciò Giuseppe Mazzini. Doria si spostò dunque a Milano e, in seguito, a Vienna.